# Cacrilión

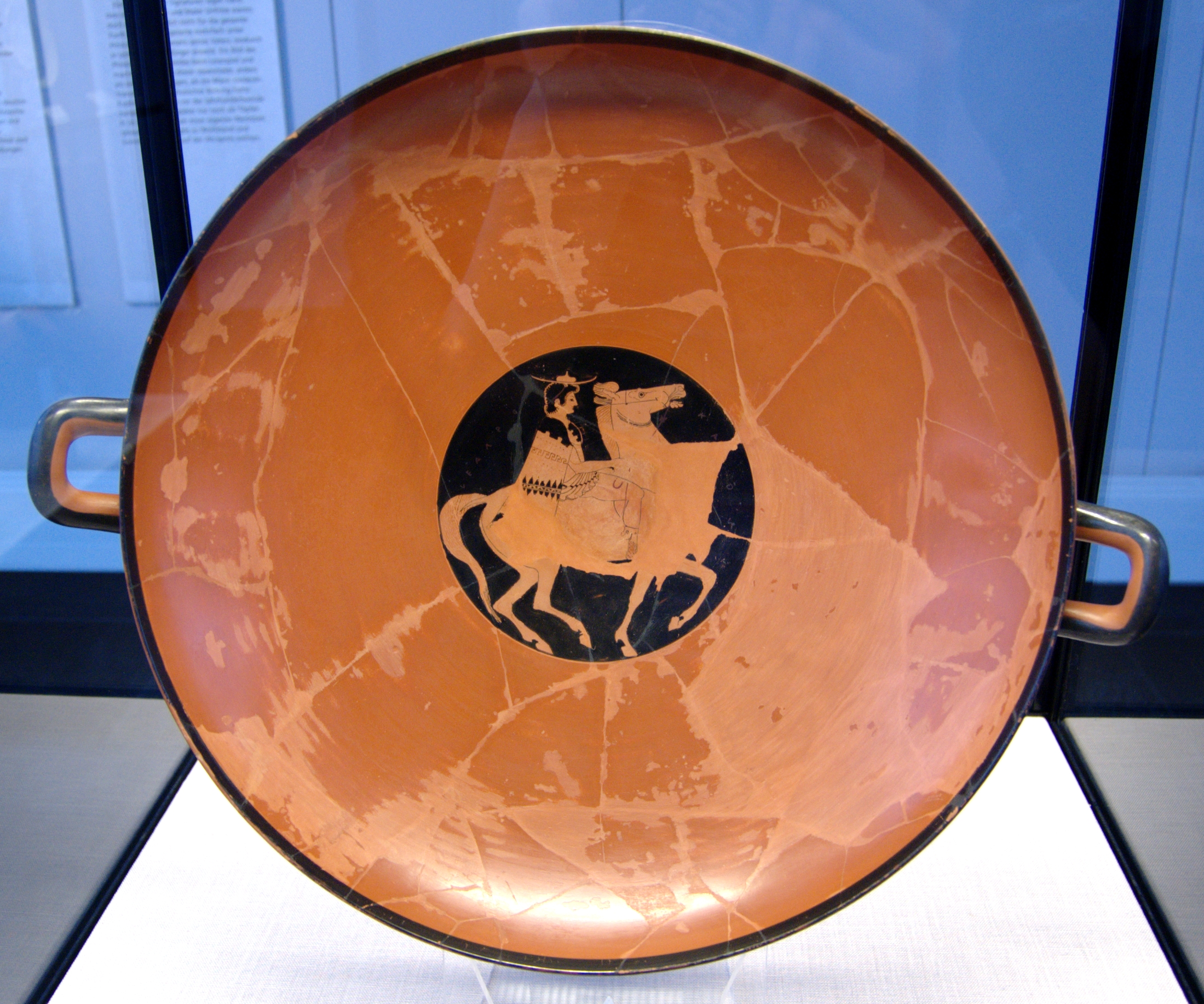
Copa decorada por Eufronio, hecha por Cacrilión en figuras rojas estilo rojo coralino.

Cacrilión (en griego antiguo: Καχρυλίων, romanizado: Kakhryliōn) fue un alfarero ateniense de finales del siglo VI y principios del V a. C.
Cacrilión producía principalmente copas de bebida (cílicas) en su taller. En su taller empleó a algunos de los pintores más importantes de la pintura de figuras rojas tempranas, entre ellos Eufronio, uno de los representantes más importantes del llamado Grupo pionero. Además, el maestro mayor Olto trabajó con él, que enseñó el arte a muchos de los jóvenes pintores del taller de Cacrilión.
El más famoso de sus vasos, que representa principalmente escenas y figuras de la vida real, como banquetes, bailes y hazañas bélicas,[2] es la Copa de Orvieto (Florencia, Museo Arqueológico Nacional), cuya pintura se atribuye a Peitino. Externamente, se representan las hazañas de Teseo: Esciro, Cerción, el toro de Creta, Sinis, el Minotauro y Procusto; mientras que en el interior, aparece la figura de Eros volando sobre la superficie del mar.  La copa demuestra simbólicamente la gran fama que alcanzó Teseo en el siglo VI a. C., quien desbancó a Heracles en popularidad.
Su firma como alfarero aparece junto a la de Eufronio como pintor en la famosa copa de Múnich, la llamada "Copa Gerión" (Colección de Antigüedades Estatales, 2620), con la figura de un jinete, llamado Leagro en la fórmula del kalós, en el círculo interior. La decoración de engobe rojo coral, de estilo severo, se encuentra en esta copa, 
Su fama se debe principalmente a su firma en 30 obras firmadas por él, 29 copas y un plato. con la fórmula epóiesen (=hecho), indicando que es el autor de sus formas pero no de los diseños que las adornan.
Además de los vasos y las copas, también se conserva de Cacrilio un fragmento de un plato procedente de la Acrópolis de Atenas.